# 72819 Brunet
72819 Brunet è un asteroide della fascia principale. Scoperto nel 2001, presenta un'orbita caratterizzata da un semiasse maggiore pari a 3,1692388 UA e da un'eccentricità di 0,0629705, inclinata di 9,33494° rispetto all'eclittica.
L'asteroide è dedicato al francese Joseph Brunet, uno dei tre costruttori dell'osservatorio dove è stata compiuta la scoperta.